# Братљево
Братљево је насеље у Србији у општини Ивањица у Моравичком округу. Према попису из 2022. било је 87 становника (према попису из 1991. било је 269 становника).
Овде се налазе Основна школа „Милан Вучићевић-Зверац”, Црква Преображења Господњег у Братљеву и Група крајпуташа у Братљеву.

## Демографија
У насељу Братљево живи 183 пунолетна становника, а просечна старост становништва износи 47,6 година (46,0 код мушкараца и 49,0 код жена). У насељу има 85 домаћинстава, а просечан број чланова по домаћинству је 2,59.
Ово насеље је великим делом насељено Србима (према попису из 2002. године), а у последња три пописа, примећен је пад у броју становника.
|  |

| Демографија | Демографија | Демографија |
| Година      | Становника  | Становника  |
| ----------- | ----------- | ----------- |
| 1948.       | 603         |             |
| 1953.       | 643         |             |
| 1961.       | 644         |             |
| 1971.       | 508         |             |
| 1981.       | 361         |             |
| 1991.       | 269         | 269         |
| 2002.       | 220         | 220         |
| 2011.       | 135         |             |

| Етнички састав према попису из 2002.‍ | Етнички састав према попису из 2002.‍ | Етнички састав према попису из 2002.‍ | Етнички састав према попису из 2002.‍ | Етнички састав према попису из 2002.‍ |
| ------------------------------------ | ------------------------------------ | ------------------------------------ | ------------------------------------ | ------------------------------------ |
|                                      |                                      |                                      |                                      |                                      |
| Срби                                 | Срби                                 |                                      | 213                                  | 96,81%                               |
| Црногорци                            | Црногорци                            |                                      | 4                                    | 1,81%                                |
| Македонци                            | Македонци                            |                                      | 1                                    | 0,45%                                |
| непознато                            | непознато                            |                                      | 2                                    | 0,90%                                |

| Година пописа     | 1948. | 1953. | 1961. | 1971. | 1981. | 1991. | 2002. |
| ----------------- | ----- | ----- | ----- | ----- | ----- | ----- | ----- |
| Број домаћинстава | 83    | 93    | 102   | 98    | 100   | 97    | 85    |

| Број чланова      | 1  | 2  | 3  | 4 | 5 | 6 | 7 | 8 | 9 | 10 и више | Просек |
| ----------------- | -- | -- | -- | - | - | - | - | - | - | --------- | ------ |
| Број домаћинстава | 23 | 31 | 13 | 5 | 6 | 5 | 1 | 0 | 1 | 0         | 2,59   |

| Пол    | Укупно | Неожењен/Неудата | Ожењен/Удата | Удовац/Удовица | Разведен/Разведена | Непознато |
| ------ | ------ | ---------------- | ------------ | -------------- | ------------------ | --------- |
| Мушки  | 92     | 23               | 62           | 4              | 2                  | 1         |
| Женски | 99     | 8                | 60           | 26             | 4                  | 1         |
| УКУПНО | 191    | 31               | 122          | 30             | 6                  | 2         |

| Пол    | Укупно                    | Пољопривреда, лов и шумарство | Рибарство                            | Вађење руде и камена | Прерађивачка индустрија       |
| ------ | ------------------------- | ----------------------------- | ------------------------------------ | -------------------- | ----------------------------- |
| Мушки  | 76                        | 61                            | 0                                    | 0                    | 2                             |
| Женски | 55                        | 33                            | 0                                    | 0                    | 17                            |
| УКУПНО | 131                       | 94                            | 0                                    | 0                    | 19                            |
| Пол    | Производња и снабдевање   | Грађевинарство                | Трговина                             | Хотели и ресторани   | Саобраћај, складиштење и везе |
| Мушки  | 0                         | 1                             | 2                                    | 2                    | 2                             |
| Женски | 0                         | 0                             | 0                                    | 1                    | 0                             |
| УКУПНО | 0                         | 1                             | 2                                    | 3                    | 2                             |
| Пол    | Финансијско посредовање   | Некретнине                    | Државна управа и одбрана             | Образовање           | Здравствени и социјални рад   |
| Мушки  | 0                         | 0                             | 0                                    | 4                    | 1                             |
| Женски | 0                         | 0                             | 0                                    | 3                    | 1                             |
| УКУПНО | 0                         | 0                             | 0                                    | 7                    | 2                             |
| Пол    | Остале услужне активности | Приватна домаћинства          | Екстериторијалне организације и тела | Непознато            | Непознато                     |
| Мушки  | 1                         | 0                             | 0                                    | 0                    | 0                             |
| Женски | 0                         | 0                             | 0                                    | 0                    | 0                             |
| УКУПНО | 1                         | 0                             | 0                                    | 0                    | 0                             |